# Oceanainsel
Oceanainsel är en kulle i Antarktis. Den ligger i Västantarktis. Argentina, Chile och Storbritannien gör anspråk på området. Toppen på Oceanainsel är 43 meter över havet.
Terrängen runt Oceanainsel är platt åt nordväst, men åt sydost är den kuperad. Trakten är obefolkad. Det finns inga samhällen i närheten.